# Утейка
Утейка (баш. Үтәй) — деревня в Белебеевском районе Республики Башкортостан Российской Федерации. Входит в состав Максим-Горьковского сельсовета. 
Протекает река Утейка.

## География

### Географическое положение
Расстояние до:
- районного центра (Белебей): 28 км,
- центра сельсовета (Центральной усадьбы племзавода им. Максима Горького): 4 км,
- ближайшей ж/д станции (Глуховская): 11 км.

## Население
| 2002 | 2009 | 2010 |
| ---- | ---- | ---- |
| 102  | ↗104 | ↘86  |

Согласно переписи 2002 года, преобладающая национальность — русские (73 %).